# Kristoffer Junegard
Kristoffer Thomas Carl Junegard, född 18 februari 1982 i Hägersten, är en fotbollsspelare som genom åren spelat i bl.a. Gröndals IK, Djurgårdens IF och sedermera Hammarby IF FF A-trupp, Syrianska FC, Hammarby TFF, IF Brommapojkarna, innan han avslutade karriären i Valsta Syrianska IK. Kristoffer gjorde sin sista säsong 2011/12.
Var med och spelade upp IF Brommapojkarna till allsvenskan för första gången genom kvalseger över BK Häcken. Var med i 29 av 32 matcher under säsongen 2006.
Junegard arbetar på Aspuddens skola som tränare för fotbollsklasserna. Tidigare var han tränare för Gröndals F93-lag på fritiden, men är numera verksam som tränare för IF Brommapojkarna P98 tillsammans med Peter Kisfaludy.

## Klubbar
- IF Brommapojkarna (2006)